# Apiaria Bight
Die Apiaria Bight (englisch; bulgarisch залив Апиария saliw Apiarija) ist eine 5,7 km breite und 1,7 km lange Bucht Bucht im Nordwesten der Brabant-Insel im Palmer-Archipel westlich der Antarktischen Halbinsel. An der Nordwestküste der Pasteur-Halbinsel liegt sie nordöstlich des Metchnikoff Point und südwestlich des Kap Roux.
Britische Wissenschaftler nahmen 1980 und 2008 Kartierungen vor. Die bulgarische Kommission für Antarktische Geographische Namen benannte sie 2015 nach dem Römerlager Apiaria im Nordosten Bulgariens.